# Liste der Naturdenkmale in Karlsbad (Baden)
| Naturdenkmale | Anzahl |
| ------------- | ------ |
| FND           | 6      |
| END           | 15     |
| Gesamt        | 21     |

Die Liste der Naturdenkmale in Karlsbad nennt die verordneten Naturdenkmale (ND) der im baden-württembergischen Landkreis Karlsruhe liegenden Gemeinde Karlsbad. In Karlsbad gibt es insgesamt 21 als Naturdenkmal geschützte Objekte, davon sechs flächenhafte Naturdenkmale (FND) und 15 Einzelgebilde-Naturdenkmale (END).
Stand: 1. November 2016.

## Flächenhafte Naturdenkmale (FND)
| Name                          | Bild | Kennung     | Einzelheiten        | Position | Fläche Hektar | Datum         |
| ----------------------------- | ---- | ----------- | ------------------- | -------- | ------------- | ------------- |
| Auerbachwiese                 | BW   | 82150960032 | Karlsbad            | ⊙        | 0,6           | 11. Sep. 2002 |
| Erlenbruch                    | BW   | 82150960030 | Karlsbad            | ⊙        | 0,4           | 11. Sep. 2002 |
| Feuchtgebiet Kuhbrunnenwiesen |      | 82150960029 | Karlsbad            | ⊙        | 0,9           | 11. Sep. 2002 |
| Im Bandels                    | BW   | 82150960031 | Karlsbad            | ⊙        | 1,2           | 13. Okt. 1987 |
| Käppliswiesen                 | BW   | 82151100015 | Karlsbad, Waldbronn | ⊙        | 3,4           | 15. Dez. 1998 |
| Tornadowald                   | BW   | 82150960005 | Karlsbad            | ⊙        | 5,0           | 29. Juni 2004 |
| Legende für Naturdenkmal      |      |             |                     |          |               |               |

## Einzelgebilde (END)
| Name                                   | Bild | Kennung     | Einzelheiten                                         | Position | Fläche Hektar | Datum         |
| -------------------------------------- | ---- | ----------- | ---------------------------------------------------- | -------- | ------------- | ------------- |
| Alte Dorflinde                         | BW   | 82150960001 | Karlsbad                                             | ⊙        | 0,0           | 9. März 1987  |
| Alteichenhorst, Eichenbusch            | BW   | 82150960010 | Karlsbad                                             | ⊙        | 0,0           | 9. März 1987  |
| Baumgruppe bei der St. Barbara Kapelle | BW   | 82150960004 | Karlsbad                                             | ⊙        | 0,0           | 9. März 1987  |
| Birnbaum an der L 562                  | BW   | 82150960035 | Karlsbad                                             | ⊙        | 0,0           | 29. Dez. 2000 |
| Eiche am Talweg                        | BW   | 82150960003 | Karlsbad                                             | ⊙        | 0,0           | 9. März 1987  |
| Eiche Mistwiesen                       | BW   | 82150960014 | Karlsbad                                             | ⊙        | 0,0           | 9. März 1987  |
| Eiche Taubenbrunnenwiesen              | BW   | 82150960013 | Karlsbad                                             | ⊙        | 0,0           | 9. März 1987  |
| Große Linde Kirchgasse                 | BW   | 82150960017 | Karlsbad                                             | ⊙        | 0,0           | 9. März 1987  |
| Linde beim Waldspielplatz              | BW   | 82150960002 | Karlsbad Nicht mehr in der LUBW-Datenbank vorhanden. | ⊙        | 0,0           | 9. März 1987  |
| Linde in der Remchinger Straße         | BW   | 82150960039 | Karlsbad                                             | ⊙        | 0,0           | 29. Dez. 2000 |
| Nussbaum im Erlisrain                  | BW   | 82150960006 | Karlsbad                                             | ⊙        | 0,0           | 29. Juni 2004 |
| 3 Eichen am Eichenbuschheck            | BW   | 82150960007 | Karlsbad                                             | ⊙        | 0,0           | 9. März 1987  |
| 3 Eichen im Strohbusch                 | BW   | 82150960036 | Karlsbad                                             | ⊙        | 0,0           | 29. Dez. 2000 |
| 3 Kopfweiden in den Dorfwiesen         | BW   | 82150960037 | Karlsbad                                             | ⊙        | 0,0           | 29. Dez. 2000 |
| 5 Birnbäume auf dem Hamberg            | BW   | 82150960038 | Karlsbad                                             | ⊙        | 0,0           | 29. Dez. 2000 |
| Legende für Naturdenkmal               |      |             |                                                      |          |               |               |